# Сусешня
Сусешня (Сушня) — река в Лихославльском районе Тверской области России. Устье реки находится в 217 км по правому берегу реки Медведицы. Длина реки составляет 33 км, площадь водосборного бассейна — 232 км².

## Данные водного реестра
По данным государственного водного реестра России относится к Верхневолжскому бассейновому округу, водохозяйственный участок реки — Волга от Иваньковского гидроузла до Угличского гидроузла (Угличское водохранилище), речной подбассейн реки — бассейны притоков (Верхней) Волги до Рыбинского водохранилища. Речной бассейн реки — (Верхняя) Волга до Куйбышевского водохранилища (без бассейна Оки).
Код объекта в государственном водном реестре — 08010100812110000003660.

### Притоки (км от устья)
- 20 км: река Песчанка (лв)